# استكشاف نبتون

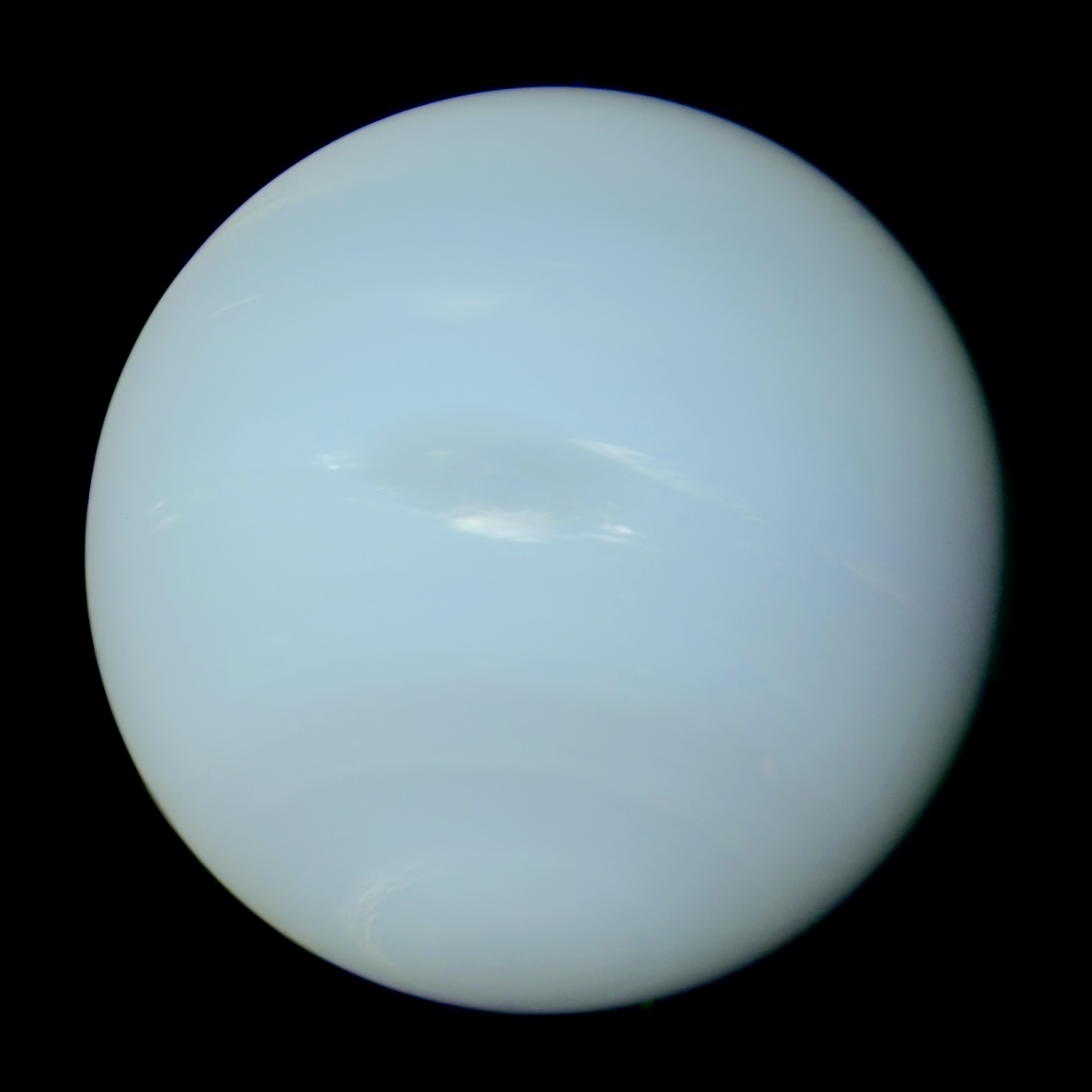

بدأ استكشاف نبتون بمركبة فضائية واحدة فقط، فوياجر 2 في عام 1989. حالياً لا توجد مهام مستقبلية مؤكدة لزيارة نظام نبتون. اقترحت ناسا ووكالة الفضاء الأوروبية والمجموعات الأكاديمية المستقلة أيضاً مهمات علمية في المستقبل لزيارة نبتون. لا تزال بعض خطط المهمة نشطة، بينما عُلقت الخطط الأخرى أو تم التخلي عنها.
بالإضافة لذلك، تمت دراسة نبتون علمياً عن بعد باستخدام التلسكوبات، في المقام الأول منذ منتصف التسعينيات. ويشمل ذلك استخدام تلسكوب هابل الفضائي، ولكن الأهم هي التلسكوبات الأرضية باستخدام تقنية البصريات المُكيفة.

## فوياجر2
بعد زيارة كوكب زحل بنجاح، تقرر الاستمرار في تمويل المزيد من مهام فوياجر 2 إلى كوكبي أورانوس ونبتون. نُفذت هذه المهام من قبل مختبر الدفع النفاث، وأطلق على مهمة نبتون اسم «مهمة فوياجر بين النجمية نحو نبتون». بدأت فوياجر 2 التقاط صورٍ ملاحية لنبتون في مايو 1988. بدأت مرحلة رصد فوياجر 2 لنبتون في 5 يونيو 1989، وصلت المركبة الفضائية رسمياً إلى نظام نبتون في 25 أغسطس وتوقفت عمليات جمع البيانات في 2 أكتوبر من نفس العام. في البداية كان من المخطط استخدام مسارٍ يسمح بمرور فوياجر 2 بجانب نبتون من على بعد 1300 كم (810 ميل) تقريباً ومن قمره ترايتون من على بعد 8200 كم (5100 ميل) تقريباً. أدت الحاجة إلى تجنب المواد الحلقية التي اكتُشفت عن طريق الاحتجابات النجمية إلى التخلي عن هذا المسار واللجوء بدلاً عن ذلك إلى مسارٍ يتفادى الحلقات إلى حد كبير ولكنه أدى إلى التحليق بجانب الجُرمين من على بعد مسافةٍ أبعد.
في 25 أغسطس، في آخر لقاءٍ كوكبي لفوياجر 2، حلقت المركبة الفضائية على ارتفاع 4950 كم (3080 ميلًا) فقط فوق فوق قطب نبتون الشمالي، لتحقق بذلك أقرب تحليقٍ لها على الإطلاق منذ مُغادرتها الأرض في عام 1977. عندما زارت المركبة الفضائية نظام نبتون، فقد كان هذا الكوكب الغازي أبعد جُرمٍ معروفٍ في النظام الشمسي. وذلك حتى عام 1999، عندما أصبح بلوتو أبعد عن الشمس في مساره. درست فوياجر 2 غلاف نبتون الجوي والمغناطيسي وحلقاته وأقماره. دُرس النظام النبتوني بشكل علمي لسنوات عديدة باستخدام التلسكوبات والطرق غير المباشرة، لكن الفحص الدقيق الذي أجرته فوياجر 2 قد حسم العديد من القضايا وكشف عدداً كبيراً من المعلومات التي لم يكن من الممكن الحصول عليها بطريقةٍ أخرى. لا تزال معلومات فوياجر 2 أفضل البيانات المتاحة عن هذا الكوكب في معظم الحالات.
كشفت مهمة فوياجر 2 عن الديناميكية الكبيرة لغلاف نبتون الجوي، على الرغم من أنه لا يتلقى سوى 3 ٪ من أشعة الشمس التي يتلقاها كوكب المشتري. لقد تبين أنّ رياح نبتون هي الأقوى في النظام الشمسي، إذ تصل إلى ثلاثة أضعاف قوة رياح كوكب المشتري وهي أقوى بتسع مراتٍ من رياح الأرض. تهب معظم الرياح غرباً، بالاتجاه المُعاكس لدوران الكوكب. اكتُشف وجود طبقاتٍ سحابية منفصلة على الكوكب، مع ظهور أنظمةٍ سحابية وتبددها خلال ساعات بالإضافة لعواصف عملاقة تدور حول الكوكب بأكمله خلال 16- 18 ساعة في الطبقات العليا من الغلاف الجوي. اكتشفت فوياجر 2 إعصاراً عكسياً يطلق عليه اسم البقعة المظلمة العظيمة، على غرار البقعة الحمراء العظيمة الخاصة بكوكب المشتري. ومع ذلك، كشفت صور التقطها تلسكوب هابل الفضائي في عام 1994، أنّ البقعة المظلمة العظيمة قد اختفت. ورُصدت في الغلاف الجوي العلوي لنبتون في ذلك الوقت بقعة لوزية الشكل تسمى D2، وسحابة ساطعة تتحرك بسرعة عالية فوق طبقات السحب يطلق عليها اسم «سكوتر».
وفر التحليق بالقرب من النظام النبتوني أول قياسٍ دقيق لكتلة نبتون والذي تبين أنه أقل بنسبة 0.5% من القيمة المحسوبة سابقاً. دحضت الأرقام الجديدة الفرضية التي تنص على أنّ هناك كوكباً غير مُكتشفٍ يُسمى الكوكب إكس يؤثر على مداري نبتون وأورانوس.
درست فوياجر أيضاً غلاف نبتون المغناطيسي. فقد اكتشفت أنّ المجال المغناطيسي يميل بدرجة عالية ومُزاحٌ إلى حد كبيرٍ عن مركز الكوكب. واكتشفت المركبة وجود أشفاقٍ قطبية على الكوكب، لكنها أضعف بكثير من تلك الموجودة على الأرض أو الكواكب الأخرى. وجدت أجهزة الراديو على متن المركبة أنّ يوم نبتون يستمر لمدة 16 ساعة و6.7 دقيقة. رُصدت حلقات نبتون من الأرض قبل سنواتٍ عديدة من زيارة فوياجر 2، لكن الفحص الدقيق كشف أنّ الأنظمة الحلقية كانت دائرية بالكامل وسليمة، وقد رُصدت أربع حلقاتٍ بالمجمل.
اكتشفت فوياجر 2 ستة أقمار صغيرة جديدة تدور في مستوى خط الاستواء الخاص بنبتون، وأطلق عليها أسماء ناياد وثالاسا وديسبينا وغلاتيا ولاريسا وبروتيوس. صُورت ثلاثة أقمارٍ فقط بالتفصيل: بروتيوس ونيريد وترايتون؛ لم يكن سوى آخر اثنين منها معروفًا قبل الزيارة. تبين أنّ بروتيوس له شكل سطحٍ ناقص، بأقصى حجمٍ تسمح به الجاذبية قبل أن يُصبح كروياً. بدا لونه داكناً، مثل السخام تقريباً. على الرغم من اكتشاف نيريد في عام 1949، لا يُعرف عنه الكثير بعد. تبين أنّ ترايتون له ماضٍ نشط لافت للنظر. فقد اكتُشف وجود فواراتٍ ساخنة نشطة وأغطيةٍ جليدية قطبية بالإضافة لغلافٍ جويٍ رقيقٍ للغاية، يحتوي على سحبٍ رقيقة يُعتقد أنها مُكونة من جسيمات النيتروجين المُتجمدة على درجة حرارة 38 كلفن فقط (-235.2 درجة مئوية)، ما يجعل منه أبرد جسمٍ كوكبي معروف في النظام الشمسي. جرى أقرب تحليقٍ بالقرب من ترايتون من على بعد 40000 كم (25000 ميل) تقريباً وكان آخر عالمٍ صلب استكشفته فوياجر 2 عن قرب.

## المهمات المستقبلية
حالياً لا توجد مهام مستقبلية مؤكدة لزيارة نظام نبتون. اقترحت ناسا ووكالة الفضاء الأوروبية والمجموعات الأكاديمية المستقلة أيضاً مهمات علمية في المستقبل لزيارة نبتون. لا تزال بعض خطط المهمة نشطة، بينما عُلقت الخطط الأخرى أو تم التخلي عنها.
بعد مهمة فوياجر، ستكون الخطوة التالية لناسا في الاستكشاف العلمي لنظام نبتون ضمن مشروع مهمات فلاغ شيب. من المتصور أن تُطلق هذه المهمة الافتراضية في أواخر العشرينيات أو أوائل الثلاثينيات. وقد اقتُرح إطلاق مهمةٍ أخرى في الأربعينيات تُسمى مُستكشف نبتون ترايتون (إن تي إي). بحثت ناسا في العديد من خيارات المشاريع الأخرى لإطلاق مهمةٍ مدارية ومهمة تحليق (ذات تصميم مشابه لمهمة كاسيني-هويجنز الخاصة بكوكب زحل). غالباً ما تسمى هذه المهام مجتمعة باسم «هندسة المهمات السريعة نبتون – ترايتون – أجسام حزام كايبر»، والتي تتضمن أيضاً مهامًا مدارية ستقوم بزيارة أجسام حزام كايبر. بسبب قيود الميزانية والعوائق التكنولوجية والأولويات العلمية وغيرها من العوامل، لم يُوافق على أي من هذه المهمات.
اقترحت مهمة مدارية تُسمى ترايدينت رسمياً من قبل مختبر الدفع النفاث لإدراجها في برنامج ديسكافري في عام 2019.
تشمل مهمات الاستكشاف المحددة إلى نبتون:
1. مهمة مركبة نبتون المدارية؛ مفهوم مهمة مدارية مُلغاة تركز على نبتون وترايتون.
2. آرغو؛ مفهوم مهمة مُلغاة ضمن برنامج نيو فرانتيرز، ومهمة تحليق لزيارة كوكب المشتري، وزحل، ونبتون (بالإضافة لترايتون)، وحزام كايبر. كان من المُخطط إطلاق المهمة في عام 2019.
3. الأصول والديناميكيات والجزء الداخلي للنظامين النبتوني والأورانوسي (أو دي إن يو إس)؛ مفهوم مهمة مُكونة من مركبة فضائية مزدوجة لدراسة النظامين النبتوني والأورانوسي. سيكون تاريخ الإطلاق عام 2034 في حال جرت الموافقة على المهمة.
4. مهمة النظام الشمسي الخارجي (أو إس إس)؛ مهمة تحليق تعاونية مقترحة من قِبل ناسا ووكالة الفضاء الأوروبية. سيكون تركيزها الرئيسي هو عمل خريطةٍ لحقول الجاذبية في الفضاء السحيق، بما في ذلك النظام الشمسي الخارجي (حتى مسافة 50 وحدةِ فلكية).
5. ترايدنت؛ مهمة مُقترحة للتحليق بالقرب من نبتون مرةً واحدة في عام 2038 ولدراسة قمره العملاق ترايتون عن قرب.